# Nhà nước Malta
Nhà nước Malta (tiếng Malta: Stat ta ’Malta), thường được gọi là Malta, là tiền thân của Cộng hòa Malta ngày nay. Chính thể này tồn tại trong 10 năm, từ ngày 21 tháng 9 năm 1964 đến ngày 13 tháng 12 năm 1974.
Thuộc địa vương thất Malta trở nên độc lập theo Đạo luật Độc lập Malta năm 1964 do Quốc hội Vương quốc Liên hiệp Anh và Bắc Ireland thông qua. Theo Hiến pháp mới của Malta, được thông qua trong một cuộc trưng cầu dân ý được tổ chức vào tháng 5 năm đó, Nữ vương Elizabeth II trở thành quân chủ của Malta (tiếng Malta: Reġina ta 'Malta). Các vai trò hiến định của Elizabeth II được giao cho Toàn quyền Malta. Từ năm 1964 đến năm 1974, Elizabeth II đã đến thăm Malta một lần vào tháng 11 năm 1967.